# David Forde
David Forde (Galway, 20 december 1979) is een Iers voormalig voetballer die speelde als doelman. Tussen 1999 en 2019 kwam hij uit voor Galway United, Barry Town, West Ham United, Derry City, Barnet, opnieuw Galway United, Derry City, Cardiff City, Luton Town, Bournemouth, Millwall, Portsmouth en Cambridge United. Forde maakte in 2011 zijn debuut in het Iers voetbalelftal en kwam uiteindelijk tot vierentwintig interlands.

## Clubcarrière
Forde debuteerde bij Galway United. Tussen 2001 en 2002 speelde de Ierse doelman voor Barry Town, waarna hij twee jaar bij West Ham United onder contract stond. Hij kwam er echter niet aan spelen toe en achtereenvolgens werd hij op huurbasis gestald bij Derry City en Barnet. Via een korte periode bij zijn oude werkgevers Galway United en Derry City, tekende Forde in 2006 bij Cardiff City. Hij verloor de concurrentiestrijd echter van Neil Alexander en later Ross Turnbull en Kasper Schmeichel. Hierop werd hij verhuurd aan Luton Town en Bournemouth. Op 5 juni 2008 tekende Forde voor twee jaar bij Millwall. Zeven seizoenen lang was hij vaste basisspeler voor de ploeg, maar in het seizoen 2015/16 acteerde de Ier vooral als reservedoelman. In de zomer van 2016 werd Forde voor de duur van één seizoen op huurbasis overgenomen door Millwall. Bij Portsmouth was de Ier eerste keuze onder de lat. Na afloop van zijn verhuurperiode mocht de doelman vertrekken bij Millwall en Cambridge United werd zijn nieuwe werkgever. Medio 2019 zette Forde een punt achter zijn actieve loopbaan.

## Interlandcarrière
Forde debuteerde voor het Iers voetbalelftal op 24 mei 2011. Op die dag werd een vriendschappelijke wedstrijd tegen Noord-Ierland met 5-0 gewonnen. De doelman begon op de bank en kwam in de tweede helft als invaller voor Shay Given het veld in. Hij fungeerde tijdens het EK van 2012 als derde doelman achter Keiren Westwood en Given, waar die laatste een basisplaats had. Na het afscheid van Given als international werd Westwood na het EK eerste keuze, maar sinds hij zonder basisplaats zat, werd die plaats aan Forde gegeven.
| Interlands van David Forde voor Ierland | Interlands van David Forde voor Ierland | Interlands van David Forde voor Ierland | Interlands van David Forde voor Ierland | Interlands van David Forde voor Ierland | Interlands van David Forde voor Ierland |
| №                                       | Datum                                   | Wedstrijd                               | Uitslag                                 | Competitie                              | Goals                                   |
| Als speler bij Millwall                 | Als speler bij Millwall                 | Als speler bij Millwall                 | Als speler bij Millwall                 | Als speler bij Millwall                 | Als speler bij Millwall                 |
| --------------------------------------- | --------------------------------------- | --------------------------------------- | --------------------------------------- | --------------------------------------- | --------------------------------------- |
| 1                                       | 24 mei 2011                             | Ierland – Noord-Ierland                 | 5 – 0                                   | Vriendschappelijk                       |                                         |
| 2                                       | 7 juni 2011                             | Italië – Ierland                        | 0 – 2                                   | Vriendschappelijk                       |                                         |
| 3                                       | 11 september 2012                       | Oman – Ierland                          | 1 – 4                                   | Vriendschappelijk                       |                                         |
| 4                                       | 14 november 2012                        | Ierland – Griekenland                   | 0 – 1                                   | Vriendschappelijk                       |                                         |
| 5                                       | 6 februari 2013                         | Ierland – Polen                         | 2 – 0                                   | Vriendschappelijk                       |                                         |
| 6                                       | 22 maart 2013                           | Zweden – Ierland                        | 0 – 0                                   | WK 2014 kwalificatie                    |                                         |
| 7                                       | 26 maart 2013                           | Ierland – Oostenrijk                    | 2 – 2                                   | WK 2014 kwalificatie                    |                                         |
| 8                                       | 29 mei 2013                             | Engeland – Ierland                      | 1 – 1                                   | Vriendschappelijk                       |                                         |
| 9                                       | 7 juni 2013                             | Ierland – Faeröer                       | 3 – 0                                   | WK 2014 kwalificatie                    |                                         |
| 10                                      | 11 juni 2013                            | Spanje – Ierland                        | 2 – 0                                   | Vriendschappelijk                       |                                         |
| 11                                      | 6 september 2013                        | Ierland – Zweden                        | 1 – 2                                   | WK 2014 kwalificatie                    |                                         |
| 12                                      | 10 september 2013                       | Oostenrijk – Ierland                    | 1 – 0                                   | WK 2014 kwalificatie                    |                                         |
| 13                                      | 11 oktober 2013                         | Duitsland – Ierland                     | 3 – 0                                   | WK 2014 kwalificatie                    |                                         |
| 14                                      | 15 oktober 2013                         | Ierland – Kazachstan                    | 3 – 1                                   | WK 2014 kwalificatie                    |                                         |
| 15                                      | 19 november 2013                        | Polen – Ierland                         | 0 – 0                                   | Vriendschappelijk                       |                                         |
| 16                                      | 5 maart 2014                            | Ierland – Servië                        | 1 – 2                                   | Vriendschappelijk                       |                                         |
| 17                                      | 31 mei 2014                             | Italië – Ierland                        | 0 – 0                                   | Vriendschappelijk                       |                                         |
| 18                                      | 6 juni 2014                             | Costa Rica – Ierland                    | 1 – 1                                   | Vriendschappelijk                       |                                         |
| 19                                      | 10 juni 2014                            | Ierland – Portugal                      | 1 – 5                                   | Vriendschappelijk                       |                                         |
| 20                                      | 7 september 2014                        | Georgië – Ierland                       | 1 – 2                                   | EK 2016 kwalificatie                    |                                         |
| 21                                      | 11 oktober 2014                         | Ierland – Gibraltar                     | 1 – 2                                   | EK 2016 kwalificatie                    |                                         |
| 22                                      | 14 oktober 2014                         | Duitsland – Ierland                     | 1 – 2                                   | EK 2016 kwalificatie                    |                                         |
| 23                                      | 14 november 2014                        | Schotland – Ierland                     | 1 – 2                                   | EK 2016 kwalificatie                    |                                         |
| 24                                      | 31 mei 2016                             | Ierland – Wit-Rusland                   | 1 – 2                                   | Vriendschappelijk                       |                                         |